# Enjoy The Day
"Enjoy The Day" - singiel Katerine promujący jej kolejny album (jeszcze nie wydany).

## Formaty i listy utworów singla
| #                          | Tytuł                                    | Czas |
| -------------------------- | ---------------------------------------- | ---- |
| CD-Single Promo            |                                          |      |
| 1.                         | "Enjoy The Day" (Yves Gaillard Mix)      | 3:05 |
| 2.                         | "Enjoy The Day" (Daniel Bovie Short Rmx) | 3:18 |
| 3.                         | "Enjoy The Day" (The Hackz Rmx)          | 3:54 |
| CD-Single DJ Rebel Remixes |                                          |      |
| 1.                         | "Enjoy The Day" (DJ Rebel Short Rmx)     | 3:58 |
| 2.                         | "Enjoy The Day" (DJ Rebel Rmx)           | 7:03 |

## Pozycje na listach i certyfikaty
| Lista przebojów (2009) | Najwyższa pozycja | Ceryfikat |
| ---------------------- | ----------------- | --------- |
| Belgia                 | 26                | -         |
| Polska                 | 20                | -         |